# Barrio María Auxiliadora
Barrio María Auxiliadora är en ort i Mexiko.   Den ligger i kommunen Santiago Zacatepec och delstaten Oaxaca, i den sydöstra delen av landet, 400 km sydost om huvudstaden Mexico City. Barrio María Auxiliadora ligger 1 278 meter över havet och antalet invånare är 303.
Terrängen runt Barrio María Auxiliadora är bergig åt sydväst, men åt nordost är den kuperad. Runt Barrio María Auxiliadora är det glesbefolkat, med 20 invånare per kvadratkilometer. Närmaste större samhälle är La Candelaria, 7,6 km norr om Barrio María Auxiliadora. I omgivningarna runt Barrio María Auxiliadora växer i huvudsak städsegrön lövskog.